# Emesis pseudomandana
Emesis pseudomandana är en fjärilsart som beskrevs av Johannes Karl Max Röber 1927. Emesis pseudomandana ingår i släktet Emesis och familjen Riodinidae. Inga underarter finns listade i Catalogue of Life.